# Adansi Sul

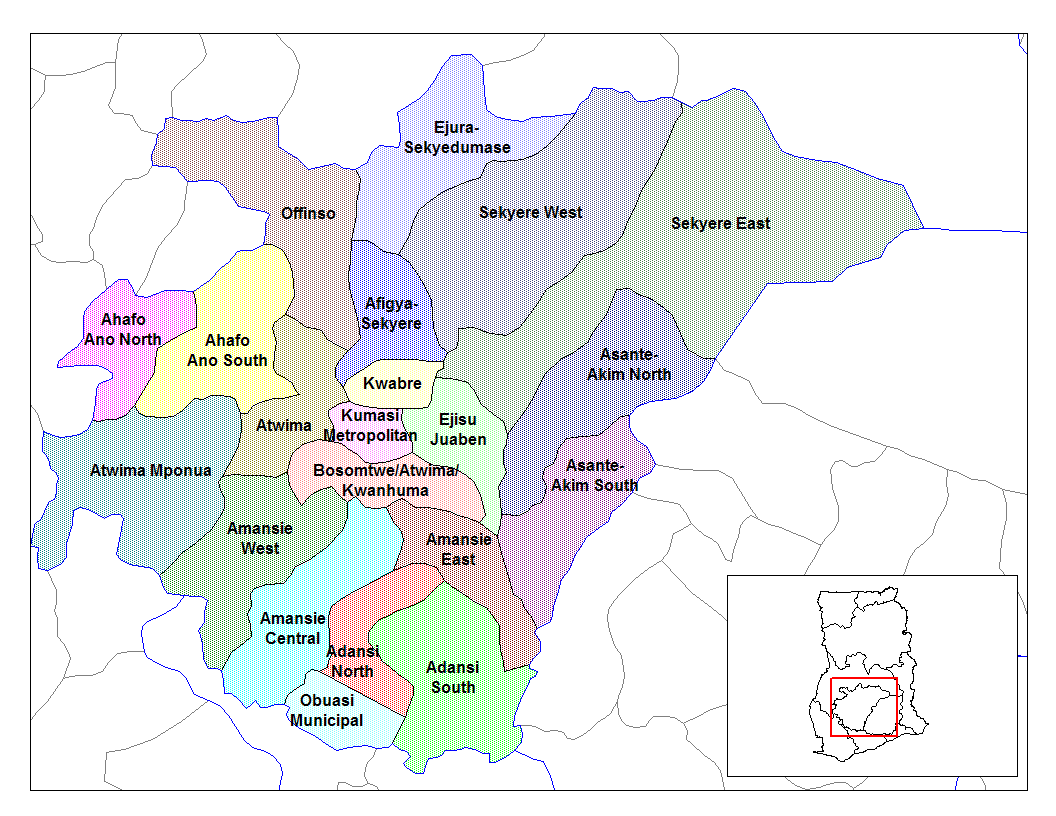
Mapa da região de Axânti; Adansi Sul encontra-se no sul, em verde

Adansi Sul (em inglês: Adansi South) é um distrito do sul da região Axânti, no Gana.